# Польский союз хоккея на льду
Польский союз хоккея на льду (пол. Polski Związek Hokeja na Lodzie PZHL) — организация, которая занимается проведением на территории Польши соревнований по хоккею с шайбой. Образована 22 февраля 1925 года, член ИИХФ с 11 января 1926 года. В стране — 16 Дворцов спорта и 23 площадки с искусственным льдом, зарегистрировано более 2,179 хоккеистов. Крупнейшие залы: в Катовице — 10,000 мест, Лодзи — 8000, Новом Тарге — 8000, Гданьске — 5,000. Крупнейшие открытые стадионы: в Варшаве — 10,000 мест и в Катовице — 8,000.

## История
Первыми учителями польских хоккеистов были Вильгельм Рыбак, приехавший из Канады, и Тадеуш Адамовский, который познакомился с хоккеем в США. В феврале 1922 года студенты Варшавского академического союза (АЗС) провели первый хоккейный матч с варшавской «Полонией». В январе 1925 года представители четырёх столичных клубов основали хоккейный союз. В 1927 году был проведен первый чемпионат страны, в котором принимали участие 6 команд.
Первый зимний стадион был построен в 1931 году в Катовице.
Расцвет довоенного польского хоккея приходится на конец 1920 — начало 1930-х годов. Заметно усилили национальную сборную того периода и канадцы польского происхождения, которые вернулись в Польшу: уже упоминавшиеся Рыбак и Адамовский — первые тренеры сборной, братья Адам и Александр Ковальски. Первый каток с искусственным льдом в Польше сооружен в начале 1950-х годов. В то время польские хоккеисты часто приглашали для подготовки к сезону сборную СССР. Кроме того из-за недостатка национальных тренерских кадров руководители польского хоккея постоянно приглашали специалистов из-за рубежа, прежде всего советских и чехословацких. Клубные команды Польши тренировали тренеры В. Егоров, В. Быстров, В. Стаин, К. Локтев и другие. Сборная Польши наиболее стабильно выступала, когда её возглавлял А. Егоров.

## Турниры
В 1955 году звание чемпиона страны разыгрывали 6 команд, с 1955 года — 8. С увеличением числа клубов были созданы три эшелона: первая лига («экстракласс»), вторая лига, воеводские (окружные) и городские чемпионаты. В 1970-х годах в первую лигу входили 8-12 команд, в 1980-х — 10. В 1978 году чемпионат разыгрывался в 4 круга. Команды, занявшие два последних места, выбывали во вторую лигу, их места занимали победители двух подгрупп второй лиги.
В сезоне 1983-84 годов была введена новая формула. На первом этапе 10 команд встречались друг с другом по 2 раза. Затем первые шесть команд играли между собой в 2 круга. Команды, занявшие на первом этапе 7-10-е места, играли в 4 круга. По итогам этих «микротурниров» определялась восьмерка команд, которая и продолжала борьбу за звание чемпиона в кубковых сериях.
На сегодняшний день в Польше есть три хоккейные лиги: Польская хоккейная лига, первая лига и вторая лига. Также проводятся соревнования на Кубок Польши по хоккею с шайбой.
Чемпионы Польши : АЗС (Варшава) — 1927—1931, «Легия» (Варшава) и «Погонь» (Львов) — 1933, АЗС (Познань) — 1934, «Чарни» (Львов) — 1935, «Краковия» (Краков) — 1937, 1946, 1947, 1949, 2004, 2006, 2008, 2009 и 2011 , «Даб» (Катовице) — 1939, КТХ (Криница) — 1950, «Легия» (Варшава) — 1951—1957, 1959, 1961, 1963, 1964 и 1967, «Гурник» (Катовице) — 1958, 1960 и 1962, ГКС (Катовице) — 1965, 1968 и 1970, «Подгале» (Новый Тарг) — 1966, 1969, 1971 −1979, 1989, 1993—1997, 2007, 2010, «Заглембе» (Сосновец) — 1980—1983 и 1985, «Полония» (Бытом) — 1984, 1986, 1988—1991, «Уния» (Освенцим) — 1992, 1998—2004, ГКС (Тыхы) — 2005. Лучший игрок сезона получает «Золотую клюшку». Также определяются лучшие вратарь, защитник и нападающий, самый результативный хоккеист и символическая сборная «Всех звезд».

## Игроки и национальная сборная
Сборная Польши первый международный матч провела 11 января 1926 года в Давосе накануне чемпионата Европы и проиграла сборной Австрии 1:13. В январе 1926 года эти же команды встретились на ЧЕ. Поляки опять проиграли — 1:2. Сборная Польши — вице-чемпион Европы 1929 и 1931.
Лучший результат на ЧМ — 4-е место в 1931 и 1932, на зимних Олимпийских играх — 4-е место в 1932. В Польше проходили ЧМЕ в группе А (1931, 1976), группе С (1976) и группе В (1997).
Сильнейшие хоккеисты Польши разных лет:
- Вратари: Ю. Стоговский, Владислав Пабиш, Анджей Ткач, Валерий Косиль, Франитшек Кукля;
- Защитники: К. Соколовский, Ал. Ковальский, К. Ходаковский, М. Каспжицький, Х. Бромович, А. Копчинский, Анджей Щепанець, Роберт Гуральчик, Ежи Потз, Анджей Словакевич, Генрик Грут;
- Нападающие: Ад. Ковальский, Р. Сабиньский, В. Кригер, О. Тупальски, Т. Адамовский, А. Волковский, Ч. Мархевчик, Ад. Врубель, Ал. Врубель, Стефан Чорих, М. Ежак, Ю. Курек, М. Хмура, Б. Гоштила, Анджей Фофвара, Ю. Словакевич, Тадеуш Облуй, Лешек Токаж, Тадеуш Качик, Стефан Хованец, Валентий Зентара, Ян Пецко, Юзеф Баткевич, Мечислав Яскерський, Кшиштоф Бялиницький, Лешек Кокошка, Ян Стопчик, Веслав Йобчик, Анджей Забава.